# Eleazar (imię)
Eleazar – imię męskie pochodzenia hebrajskiego, oznaczające „mój Bóg wspomógł mnie”. W Biblii było to imię jednego z synów Aarona oraz siedmiu innych mężczyzn. Istnieje kilku świętych katolickich i prawosławnych o tym imieniu.
Eleazar imieniny obchodzi 1 sierpnia i 27 września.